# Älgtjärnen (Lysviks socken, Värmland)
Älgtjärnen är en sjö i Hagfors kommun och Sunne kommun i Värmland och ingår i Göta älvs huvudavrinningsområde. Sjön är 13 meter djup, har en yta på 0,311 kvadratkilometer och befinner sig 186,1 meter över havet. Sjön avvattnas av vattendraget Älgån.

## Delavrinningsområde
Älgtjärnen ingår i det delavrinningsområde (665981-135942) som SMHI kallar för Utloppet av Älgsjön. Medelhöjden är 246 meter över havet och ytan är 16,18 kvadratkilometer. Det finns inga avrinningsområden uppströms utan avrinningsområdet är högsta punkten. Älgån som avvattnar avrinningsområdet har biflödesordning 4, vilket innebär att vattnet flödar genom totalt 4 vattendrag innan det når havet efter 351 kilometer. Avrinningsområdet består mestadels av skog (77 procent). Avrinningsområdet har 1,58 kvadratkilometer vattenytor vilket ger det en sjöprocent på 9,8 procent.